# Tobias Ackermann
Tobias Ackermann OCist (* 2. Oktober 1656 in Neisse, Fürstentum Neisse; † 17. Dezember 1722 in Heinrichau, Herzogtum Münsterberg) war von 1702 bis 1722 Abt des Zisterzienserklosters Heinrichau und in dieser Eigenschaft zugleich Landeshauptmann des Fürstentums Münsterberg. Ab 1703 war er zudem Abt von Zirc in Ungarn und dadurch Mitglied des ungarischen Landtages.

## Leben
Nach dem Schulbesuch trat Tobias Ackermann als Novize in das Zisterzienserkloster Heinrichau ein, wo er 1678 die Ordensgelübde ablegte. Nach theologischen Studien erhielt er 1682 die Priesterweihe; 1697 wurde er zum Prior berufen.
Nach dem Tod des Heinrichauer Abtes Heinrich Kahlert 1702 wurde Tobias Ackermann am 20. April d. J. zu dessen Nachfolger gewählt und am 15. Oktober 1702 bestätigt und infuliert. Am 17. März 1703 wurde er in Personalunion Abt des Klosters Zirc in Ungarn. Als er sich im selben Jahr in Pápa als Visitator aufhielt, musste er wegen des Aufstandes des Fürsten Franz II. Rákóczi flüchten. In seiner Eigenschaft als Mitglied des ungarischen Landtags nahm er 1712 in Pressburg an der Krönung Karls VI. zum König von Ungarn teil.
Tobias Ackermann starb am 12. Dezember 1722 in Heinrichau; sein Leichnam wurde in der Klosterkirche beigesetzt.